# Évanthe
Dans la mythologie grecque, Évanthe ou Évanthès (en grec ancien Εὐάνθης / Euánthēs) était à l'origine une divinité indépendante, qui fut plus tard identifiée à Dionysos, tant dans le culte que dans la généalogie. 

## Mythologie
Selon des traditions plus anciennes, Évanthe était le fils de Dionysos et d'Ariane et donc le frère d'Œnopion, de Thoas et d'autres. Selon une autre tradition, il était plutôt le fils d'Œnopion (et donc petit-fils de Dionysos et Ariane) et voyagea avec son père de Chios en Crète. 
Dans l'Odyssée, Évanthe est mentionné comme le père de Maron, de même que chez Hésiode. Diodore de Sicile écrit qu'il était le chef des troupes de Rhadamanthe à qui ce dernier avait offert la ville de Marónia. 
Évanthès fut identifié plus tardivement à Dionysos lui-même.
Certaines sources mentionnent Évanthe comme l'éponyme de la cité locrienne d'Évanthée et d'Évanthida, un dème d'Alexandrie.